# Sicherungs-Brigade 203
De Sicherungs-Brigade 203 (Nederlands: 203e Beveiligingsbrigade) was een Duitse infanteriebrigade in de Heer tijdens de Tweede Wereldoorlog. De brigade was onder bevel gesteld van de Heeresgruppe Mitte. (Legergroep Midden).

## Geschiedenis brigade
Op 14 juni 1941 werd de Ersatz-Brigade 203 (ook Brigade 203) in Potsdam in Wehrkreis III (3e militair district) als onderdeel van 16. Aufstellungswelle  (vrije vertaling: 16e opstellingsgolf) opgesteld. Het werd eind juli 1941 als bezettingsmacht toegewezen aan het Generaal-gouvernement. Eind 1941 werd de staf van Kielce onder Heeresgruppe Mitte (Legergroep Midden) geplaatst,  en verplaatst naar het in de achterhoede gelegen legergebied in Rusland. Op 24 december 1941 volgde de naamsverandering in Sicherungs-Brigade 203  (vrije vertaling: 203e Beveiligingsbrigade).

## Sicherungs-Brigade 203
Tijdens de formatie kreeg de brigade verschillende Landesschützen-Bataillone toegewezen. Op 1 juni 1942 werd de staf van de brigade hernoemd in de 203e Beveiligingsdivisie.

## Commandant
| Rang         | Naam             | Begin        | Eind                           | Opmerking |
| ------------ | ---------------- | ------------ | ------------------------------ | --------- |
| Generalmajor | Gottfried Barton | 18 juni 1941 | Augustus 1942 - 1 januari 1943 |           |

## Samenstelling
- Infanterie-Ersatz-Regiment 603 met 2 bataljons uit de Wehrkreis II en Wehrkreis X[1][4][2]
- Infanterie-Ersatz-Regiment 608 met 2 bataljons uit de Wehrkreis III[1][4][2]
- Infanterie-Ersatz-Regiment 613 met 2 bataljons uit de Wehrkreis IV[1][4][2]
- Landesschützen-Regiment 27
- Landesschützen-Bataillon 221

### Juni 1942
- Sicherungs-Regiment 613
  - Landesschützen-Bataillon 221
  - Landesschützen-Bataillon 243
  - Landesschützen-Bataillon 420
  - Landesschützen-Bataillon 608
  - Landesschützen-Bataillon 916
  - Landesschützen-Bataillon 473
- Reserve-Polizei-Bataillon 91
- Landesschützen-Regiment 34
  - Landesschützen-Bataillon 244
  - Landesschützen-Bataillon 642
- Landesschützen-Regiment 27
  - Landesschützen-Bataillon 706
  - Landesschützen-Bataillon 323
- Sicherungs-Regiment 608
  - Landesschützen-Bataillon 825
  - Landesschützen-Bataillon 432
- Gruppen Geheime Feldpolizei 718 (Kommissar Beck)
- Gruppen Geheime Feldpolizei 707 (Kommissar Weitschacher)
- Gruppen Geheime Feldpolizei 729 (Kommissar Sonka)
- Verpflegungsamt 203